# Славко Алексић
Славко (Илије) Алексић (Богдашићи код Билеће, 1. септембар 1956) је српски четнички војвода и командант Новосарајевског четничког одреда у периоду 1992–1996.

## Биографија
Рођен је 1956. године у Богдашићима. У Сарајеву је провео већи дио живота, гдје је радио и студирао право. Био је један од обновитеља четничког покрета у Сарајеву 1990. Члан је Српске радикалне странке од 1990. године. Након убиства старог свата испред Старе цркве на Башчаршији 1. марта 1992. године, постаје командант Новосарајевског четничког одреда са сједиштем на Грбавици. За четничког војводу га је именовао Војислав Шешељ 13. маја 1993, као и Момчило Ђујић 27. јануара 1999. године. Истакао се у борбама за одбрану Грбавице, и три пута је рањаван. Између осталог, са Новосарајевским четничким одредом је држао српске положаје на Јеврејском гробљу, гдје су се водиле најжешће борбе на линији разграничења Српско Сарајево - Сарајево, између Војске Републике Српске и АРБиХ. Командовао је одредом руских добровољаца у Српском Сарајеву. Након НАТО бомбардовања Републике Српске 1995, и након потписивања Дејтонског споразума, у марту 1996. је предводио излазак српске војске и становништва из Грбавице и изношење крста на Враца, и Миљевиће. Активан је члан Равногорског покрета Републике Српске. Живи у Источној Херцеговини.